# سفارة تونس لدى البرتغال
سفارة تونس لدى البرتغال هي البعثة الدبلوماسية لجمهورية تونس لدى جمهورية البرتغال، وتقع بالعاصمة لشبونة.